# Детская школа искусств № 1 (Обнинск)
МБОУ ДОД «Де́тская шко́ла иску́сств № 1» (до 2012 года — Де́тская музыка́льная шко́ла № 1, до 1981 года — Детская музыкальная школа) — муниципальное учреждение дополнительного образования, одна из двух детских музыкальных школ города Обнинска. Школа высшей категории.

## Общие сведения

### Отделения
- Фортепианное (специальность: фортепиано)
- Струнно-смычковое (специальности: скрипка, виолончель)
- Народное (специальности: баян, аккордеон, домра, балалайка, классическая гитара)
- Духовое (специальности: флейта, труба, кларнет)
- Эстрадно-джазовое (специальность: эстрадно-джазовое фортепиано)
- Хоровое (специальность: хоровое пение)
- Отделение общего эстетического воспитания (при школе-интернате для детей-сирот и при МОУ «Лицей» (специальность: общее эстетическое воспитание)
- Теоретическое (теоретические дисциплины — сольфеджио, слушание музыки, музыкальная литература)
- Общее фортепиано

### Помещения и оборудование
- 31 учебный класс
- Библиотека
- Фонотека
- Концертный зал на 200 посадочных мест[1]

### Преподавательский состав
В 2009 году в школе работало 64 штатных преподавателя, в том числе 40 с высшим образованием, 24 со средним специальным образованием.
4 преподавателя школы имеют звание «Заслуженный работник культуры Российской Федерации»: Н. К. Салтыков, Л. Л. Булатов, М. В. Еремеева, М. Г. Миронова.
Преподаватели школы входят в состав муниципального камерного оркестра «Ренессанс» и городского народного ансамбля «Диво».

### Учащиеся
Количество учащихся на 31 декабря 2009 года — 953.
С 1956 по 2009 год школа выпустила 2639 учащихся.

## История
- 1956 — Евгений Потёмкин  и Николай Громадский предложили властям Обнинска, только что получившего статус города, создать школу искусств для обучения детей живописи, музыке, балету. Предложение не получило поддержки, но осенью того же года в Обнинске по решению областного отдела культуры была создана детская музыкальная школа во главе с Потёмкиным. В школе было 2 отделения, 2 преподавателя и 20 учащихся.
- 1961 — Состоялся первый выпуск школы, в котором было 5 учащихся.
- 1962 — В детской музыкальной школе, располагавшейся в то время в бывшем здании школы № 1, было создано художественное отделение с одним классом и одним преподавателем в лице Николая Громадского.
- 1963 — Директор детской музыкальной школы Евгений Потёмкин уехал из Обнинска, с новым директором у Николая Громадского не сложились отношения, и идея объединённой школы искусств сошла на нет.
- 1964 — Построено новое здание, в котором школа находится и поныне. Художественное отделение детской музыкальной школы было выделено в отдельную детскую художественную школу во главе с Громадским.
- 1981 — Открыто отделение общего эстетического воспитания при школе № 6[1].
- 1988 — Преподаватель гитары Алексей Гвоздев создал детскую кантри- и блюграсс-группу «Весёлый дилижанс».
- 1993 — Открыто отделение «Хоровое пение» при школе № 16[1].
- 2001 — Школа получила статус Обнинского областного методического центра[1].
- 2008 — Открыто отделение общего эстетического воспитания при школе № 9[1].

## Музыкальные коллективы на базе школы

### Оркестр народных инструментов
Руководитель Л. Л. Булатов.

### «Весёлый дилижанс»
Советская и российская детская кантри- и блюграсс-группа, созданная в 1988 году преподавателем гитары ДМШ № 1 Алексеем Гвоздевым. С момента основания сменилось четыре состава, второй и третий состав образовали профессиональные группы Bering Strait и BandJammin'.

### Ансамбли эстрадно-джазового отделения
Руководитель Е. Н. Киян.

### Ансамбль скрипачей младших классов и ансамбль скрипачей старших классов
Руководитель Р. Н. Деденкова.

### Оркестр народных инструментов на отделении «Хоровое пение»
Руководитель Н. А. Куликова.

### Концертный хор учащихся фортепианного, струнного, народного отделений
Руководитель А. С. Воронина.

### Концертные хоры старших и младших классов
Руководитель Т. М. Жиляева, хормейстер И. В. Рожнова.

### Камерный ансамбль преподавателей «Экспрессия»
Состоит из преподавателей школы: Л. М. Никифорова (скрипка), Е. Х. Еремян (виолончель), О. В. Сизова (фортепиано).

### Дуэт «Дольче Вита»
Включает преподавателей школы: Г. А. Никитину (скрипка), Е. И Лаврову (фортепиано).

## Директора
- 1956 — 1963 — Евгений Васильевич Потёмкин, Заслуженный работник культуры Российской Федерации (1997).
- ? — 2012 — Николай Константинович Салтыков, Заслуженный работник культуры Российской Федерации (2004).
- 2016 - Савекина Елена Валентиновна